# Prosopofrontina latifrons
Prosopofrontina latifrons là một loài ruồi trong họ Tachinidae.